# 聖福寺 (八幡平市)
聖福寺（しょうふくじ）は、岩手県八幡平市にある曹洞宗の寺院。山号は江峰山。

## 歴史
開山は盛岡永泉寺二世尽室長呑禅師、開基は寺田城主北氏で慶長元年（1596年）といわれる。

### 白坂観音堂
境内に奥州三十三箇所第三十一番所札所白坂観音堂がある。もと鹿角街道沿い七時雨山麓にあったが、大正8年（1919年）観音堂別当南嶽院の還俗によって聖福寺に移されたものである。この堂は、神亀5年（728年）に聖武天皇の勅願により行基が創建したと伝えられ、桂清水（天台寺）、御堂観音（正覚院）とともに、三観音あるいは兄弟観音と呼ばれている。

## 文化財
- 木造地蔵菩薩立像 - 南部藩家老楢山佐渡の守り本尊であったと伝えられており、作風は平安時代末期の様相を残している。無襞で袈裟が墨書されているのが特徴である。
- 寺田城跡 - 寺院裏山に所在。天文年間（1538年 - 1554年）三戸南部二十三代安信の弟石川高信による築城とされる。天正10年（1582年）、北家が450石を南部氏から賜り、初代愛一（ちかかず）が治め、鹿角の防御にあたった。しかし明暦元年（1655年）4代岩松が幼童にして死去すると、継子の無い北氏は禄を没収される。このとき、家臣佐々木六助が聖福寺に4石分を残し、永代供養を申しつけ殉死する。主従の墓石が城の北側墓地に残っている。標高314m、比高35m、東西140m、南北200m。東側は河川による自然の水濠になっており、北から西南にかけてはいまなお二重の空堀跡が残っている。

## 交通アクセス
- JR花輪線平館駅から八幡平市コミュニティバス利用。
  - ｢西根団地行｣に乗車し、｢寺田｣バス停下車。徒歩5分。
- 松尾八幡平ICから車で30分。